# Rimokatoličke redovničke provincije u Hrvatskoj
Rimokatoličke redovničke provincije u Hrvatskoj su:
- Hrvatska dominikanska provincija (Zagreb)
- Hrvatska franjevačka provincija Presvetog Otkupitelja (Split)
- Hrvatska franjevačka provincija sv. Jeronima (Dalmacija, Istra, Zadar) - franjevci konventualci
- Hrvatska franjevačka provincija sv. Ćirila i Metoda (Zagreb)
- Hercegovačka franjevačka provincija Uznesenja Marijina (Mostar) (dijelom se prostire i u RH)
- Franjevačka provincija Bosna Srebrena (Sarajevo) (djeluje i u RH)
- Hrvatska provincija sv. Jeronima franjevaca konventualaca
- Hrvatska provincija franjevaca trećoredaca glagoljaša
- Hrvatska isusovačka provincija
- Hrvatska kapucinska provincija sv. Leopolda Mandića
- Hrvatska karmelska provincija sv. Oca Josipa
- Hrvatska pavlinska provincija
- Hrvatska salezijanska provincija sv. Ivana Bosca

## Vanjske poveznice
- Hrv. franjevci i franjevke prema redovničkim pokrajinama